# Anto Sluganović
Anto Sluganović (Vitanovići, Brčko), hrvatski poduzetnik u Austriji, urednik utjecajnog bosanskoposavskog hrvatskog internetskog portala i etnolog

## Životopis
Rođen je u Vitanovićima u općini Brčko. Na Sveučilištu u Beču završio studij etnologije / kulturne antropologije i političkih znanosti. Govori njemački, engleski i ruski jezik. Živi i djeluje u Beču. Urednik Posavskog obzora, portala koji je ispunio medijski vakuum u Posavini i koji je brzo postao najčitaniji hrvatski portal Posavine. Portal je pisao o onome o čemu se drugi nisu usudili misliti, u duhu "izgubljene generacije", mladića koji su preživjeli traume rata tj. "generaciji koja je uništena ratom iako je preživjela metke i granate". Portal je prerastao lokalne okvire općine Ravne Brčko i Posavine i uz uspone i padove (p)ostao stabilna konstanta portalske scene Hrvata u BiH. Priprema znanstveni rad o tradicionalnom tetoviranju Hrvata u BiH. Gostovao u emisiji HRT-a Društvena mreža na temu Tradicionalno tetoviranje hrvata u BiH.
U dva je mandata izabran za predsjednika Udruge hrvatskih poduzetnika, koja okuplja hrvatske poduzetnike u Austriji, a koja je osnovana 2011. godine u Beču i broji stotinjak članova.

## Vanjske poveznice
- Fenix Magazin Fenix/Snježana Herek: Ante Sluganović ostaje još 4 godine na čalu Udruge hrvatskih poduzetnika u Austriji, 29. veljače 2016.
- Twitter Posavski obzor - Mag. Anto Sluganović - Tradicionalno tetoviranje Hrvata u BiH, 10. studenoga 2013.
- [neaktivna poveznica] Prsten u Beču, 7. ožujka
- Kroativ.at  Arhivirana inačica izvorne stranice od 22. rujna 2017. (Wayback Machine) Anto Sluganović: Fotoreportaža sa snimanja dokumentarnog filma „Sicanje, bocanje, tetoviranje“